# Гімнософісти

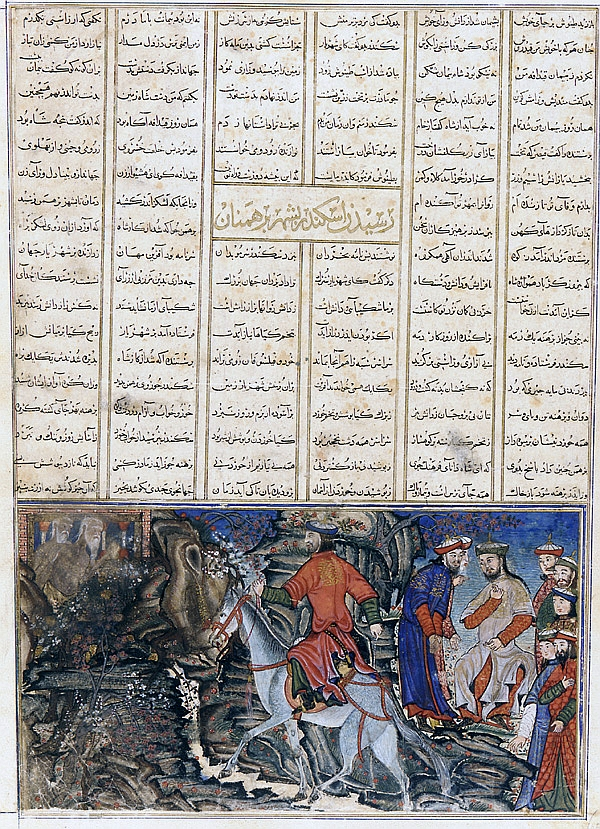
Олександр Македонський зустрічає гімнософістів, Шах-наме, 1335 рік.

Термін гімнософісти (дав.-гр. γυμνοσοφισταί, gumnosophistaí, тобто «голі філософи» чи «голі мудреці») давні греки використовували на позначення деяких індійських філософів, що провадили аскетичний спосіб життя, відмовляючись від їжі та одягу як шкідливих для чистоти думок. Вони були близькі до йогів та садху. Деякі грецькі автори зауважували, що вони були вегетаріанцями. Аполлоній Тіанський використовував термін «ефіопські гімнософісти» на позначення гімнософістів у Верхньому Єгипті.
В грецькій літературі їх згадують поряд із перськими магами, ассирійськими халдеями, кельтськими друїдами, єгипетськими жерцями та ін. Деякі джерела свідчать, що такі відомі особистості як Лікург та Демокріт могли зустрічати їх. Про гімнософістів згадують такі автори як Філон Александрійський, Лукіан, Климент Александрійський, Філострат Афінський та Геліодор з Емеси. Вважається, що вони послужили моделями для киніків та християнських аскетів. Багато авторів обговорювали розмови Олександра Великого з гімнософістами.